# Chimarra embia
Chimarra embia är en nattsländeart som beskrevs av Ross 1959. Chimarra embia ingår i släktet Chimarra och familjen stengömmenattsländor. Inga underarter finns listade i Catalogue of Life.